# しっぺい太郎

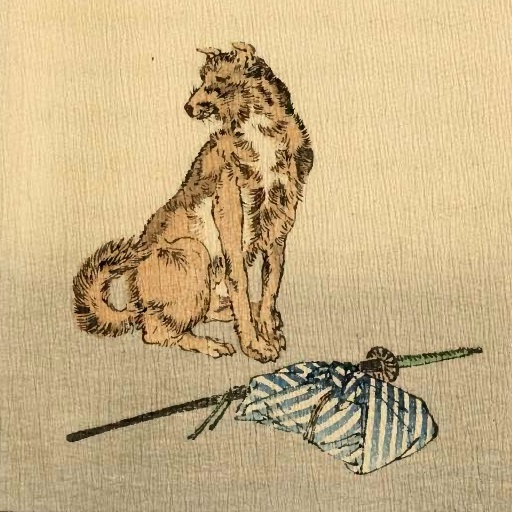
シッペイタロウ/しっぺい太郎。
—ジェイムス夫人訳ちりめん本『Schippeitaro』（1888年版）、鈴木宗三郎鈴木華邨(画)。

しっぺい太郎 （しっぺいたろう、竹篦太郎、悉平太郎）は、魔物退治の犬である。日本各地の猿神退治の昔話に登場する。犬名は、すっぺえ太郎などと訛った名前をはじめ、早太郎など異なる名前でも採集されている。
粗筋は『村の神に娘を人身御供にせねばならない慣習があり、通りすがりの旅人が干渉する。生贄を食らう（猿の）魔物たちが「（遠国の）しっぺい太郎に知らせるな」と囃したてているのを聞いて、よその国（近江や信濃など）からその名の犬をみつけて連れ戻り、生贄を入れて神に捧げる棺（や籠・行李）の中身を犬にすりかえて退治をはたす』というもの。
猿神退治の「犬援助型」の話型とされ、対象の魔物は典型例では猿や狒々（ひひ）だが、他にも化け狸、化け猫（ドイツ訳・英訳にもなっている）など様々である。
『今昔物語集』や『宇治拾遺物語』に編まれた中世の説話より口承文学として伝搬したとの説がある。
また静岡県磐田市の矢奈比売神社（見付天神）の「しっぺい太郎」伝説では、信濃の国の光前寺の犬を借り受けたとしているが、当寺では犬を「早太郎」とし、地元長野県上伊那郡の昔話でも同様に伝わっている。1793年に見付天神から光前寺に大般若経奉納の史実があり、これを機に創作されたとの説もある。
英訳本にジェイムス夫人訳ちりめん本版（1888年）や、アンドルー・ラングの世界童話集編訳（1901年、『むらさきいろの童話集』所収）がある。いずれも "Schippeitaro" と（ドイツ式に）表記され、人身御供をもとめる山の神の正体が猫の魔物であるなど内容も近いが、後者はダーフィト・ブラウンスによるドイツ訳（『日本のおとぎ話と伝説』）に収められた話よりの重訳なことが明記される。

## 名称
しっぺいは、「竹篦」（竹製の杖。禅宗でもちいる法具）が充てられる和例がみられるが、この語から転訛したのが「しっぺ返し」の「しっぺ」である。
しかしながら、辻村明の指摘によれば、（そもそも犬名に法具のまつわりはなく）、「疾風（しっぷう）太郎」の転訛であるという。この名は「疾風（はやて）太郎」とも読めるが、辻村は静岡の見付の天神の伝承として「はやて太郎」の名も「しっぺい太郎」と共に知られていた、としている（以下 § 悉平太郎と早太郎も参照）。
犬名はすっぺい太郎やすっぺえ太郎、すつぺ太郎、神兵小太郎など訛った名前をはじめ、さまざまな犬名で日本各地の猿神退治の昔話に登場する。
「竹篦（たけべら）太郎」と呼ばれる話例もあるが、これは「竹篦（しっぺい）」と訓じなかったものともみられる。犬が登場しても、特に犬名がない話例もある。よその国から借り受けた犬との設定もよくみられるが、国名や地名はさまざまである。
永田典子は「全国的な一般名を求めることは難しいが、各地域において特徴的なものを認めることができる」という結論に至っているが、特に静岡県の「しっぺい太郎」と長野県の「早太郎」が注視される。

### 悉平太郎と早太郎
「悉平太郎（しっぺいたろう）」の表記は、近年では見付天神（静岡県磐田市の矢奈比売神社）にまつわる伝説の標準表記のように扱われている。しかしながら、従来は「疾風太郎（しっぷうたろう/はやてたろう）」や「早太郎」とも地元では呼びならわされていたようである。古い資料では、1832年に遠州の当神社にまつわる「丹波のしっぺい太郎」を記した歌舞伎役者の見聞録がある。
早太郎はどちらかというと信濃（長野県）特有の犬名と言う考察がある。さらには信濃の方言で狼の子のことを「ハイ坊」といい、これが「早太郎」の由来ではないかという仮説がある。
また、現在では「信濃（長野県）の光前寺の悉平太郎」が静岡県磐田市の当神社にやって人々を救った設定を標準とするが、その関係やいきさつ等は以下（§静岡と長野）で詳述する。

### その他
また「執柄太郎（しっぺいたろう）」の当て字が南杣笑そまひとの戯作（黄表紙）に使われている（§戯作を参照）。
ジェイムス夫人訳ちりめん本では、序文において「大口真神（おおくちまがみ）」として信仰されていることにふれ、初ページには「竹篦太郎大明神」と添え書きされた黒塗りの犬画のお札を復刻している 。このお札の添え書きは「笫柄太郎大明神」[?]に1889年版本では変更されている 。

## 粗筋
関敬吾が採集した話例は日本各地より数多くあるが、以下、関編の『桃太郎・舌きり雀・花さか爺』所収「しっぺい太郎」（宮城県旧桃生（ものう）郡で採集）を典型例として要約する ：
廻国（かいこく）の和尚が某山村を訪れると、村中で餅を搗いていたが、たった一軒、餅搗きをしていない家の娘を山の神様の人身御供に捧げねばならない（話例によっては、指名された娘の家に白羽の矢が立つモチーフが見られる）。期日はこの七日のうち。もし怠れば大嵐がおき、田畑は荒らされてしまうのだという。
和尚は、さしせまれば自分が身代わりになると決め、山を上り、壊れたお堂の近くの松の洞穴に潜んでいると、何かしらの者たちが集まって来て、その大将らしいのが「竹箆（しっぺい）太郎」が居るかと聞くと部下がいないと答えた。者どもは社のなかに入り、次の様な囃子を繰り返し歌いだした：
あのこと このこと聞かせんな
竹箆（しっぺい）太郎に聞かせんな
近江の国の長浜の
竹箆太郎に聞かせんな
すってんすってん すってんてん
和尚は長浜まで旅をし、訪ね歩いて「しっぺい太郎」という、仔牛のようなぶち犬を探し当て、飼い主から借り受けた。村では七日目に入っていたので、娘を白装束に着替えさせ、長持に入れて、村人たちが担ぎだした。そこをちょうど和尚が村に帰還し、長持の中へは代わりに自分と犬が隠れた。長持は社の前に置かれ、村人たちは立ち去った。
夜中になると、大勢の化け物がやってきて、長持ちの周りの巡りながら例の囃子を歌いだし、蓋を空けようとしたそのとき、竹箆太郎が吠えて飛び出し、化け物に襲いかかった。和尚も刃物で化け物を切り伏せた。
翌朝、村人たちが様子を見に山を登ると、そこかしこに猿の死骸がころがっており、とりわけ一番大きい奴は、針金のような毛をした狒々で、竹箆太郎に喉笛を噛み切られていた。以後、この村に人身御供の必要はなくなり、安心して暮らせるようになった。

## 英訳

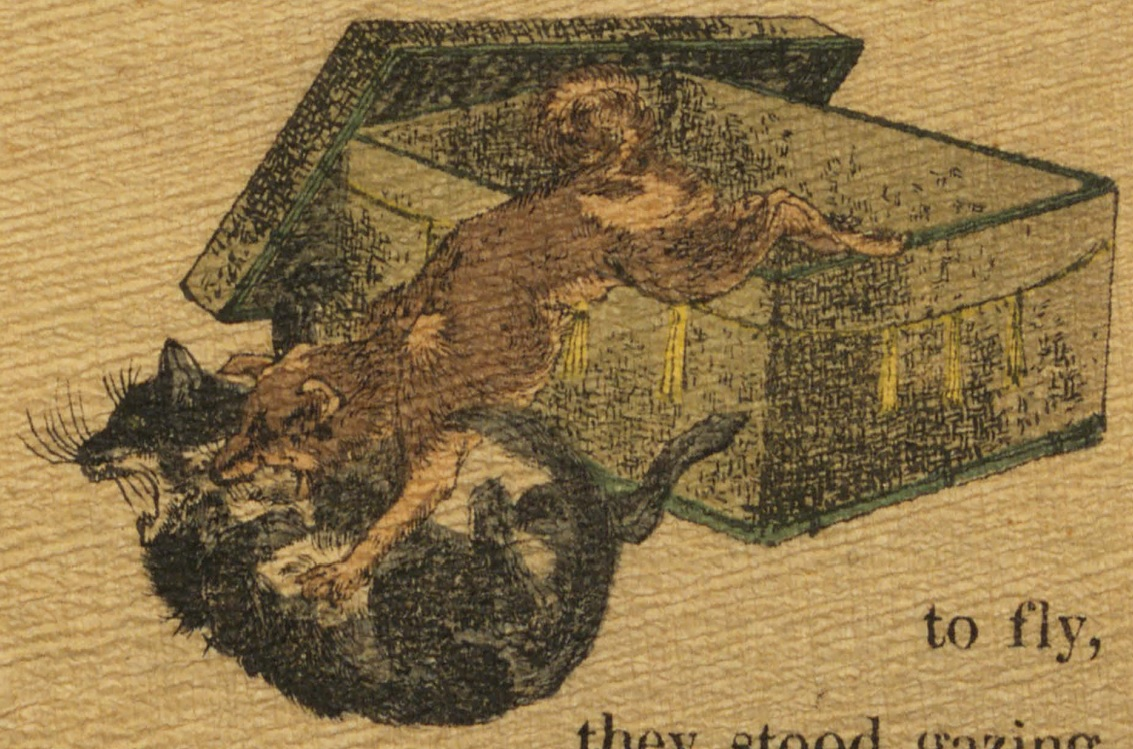
つづら（cage）から飛び出て巨大な黒い雄猫（化け猫どもの王、山神）をおそうシッペイタロウ。― ジェイムス夫人訳ちりめん本『Schippeitaro』（1888年版）、鈴木華邨(画)。

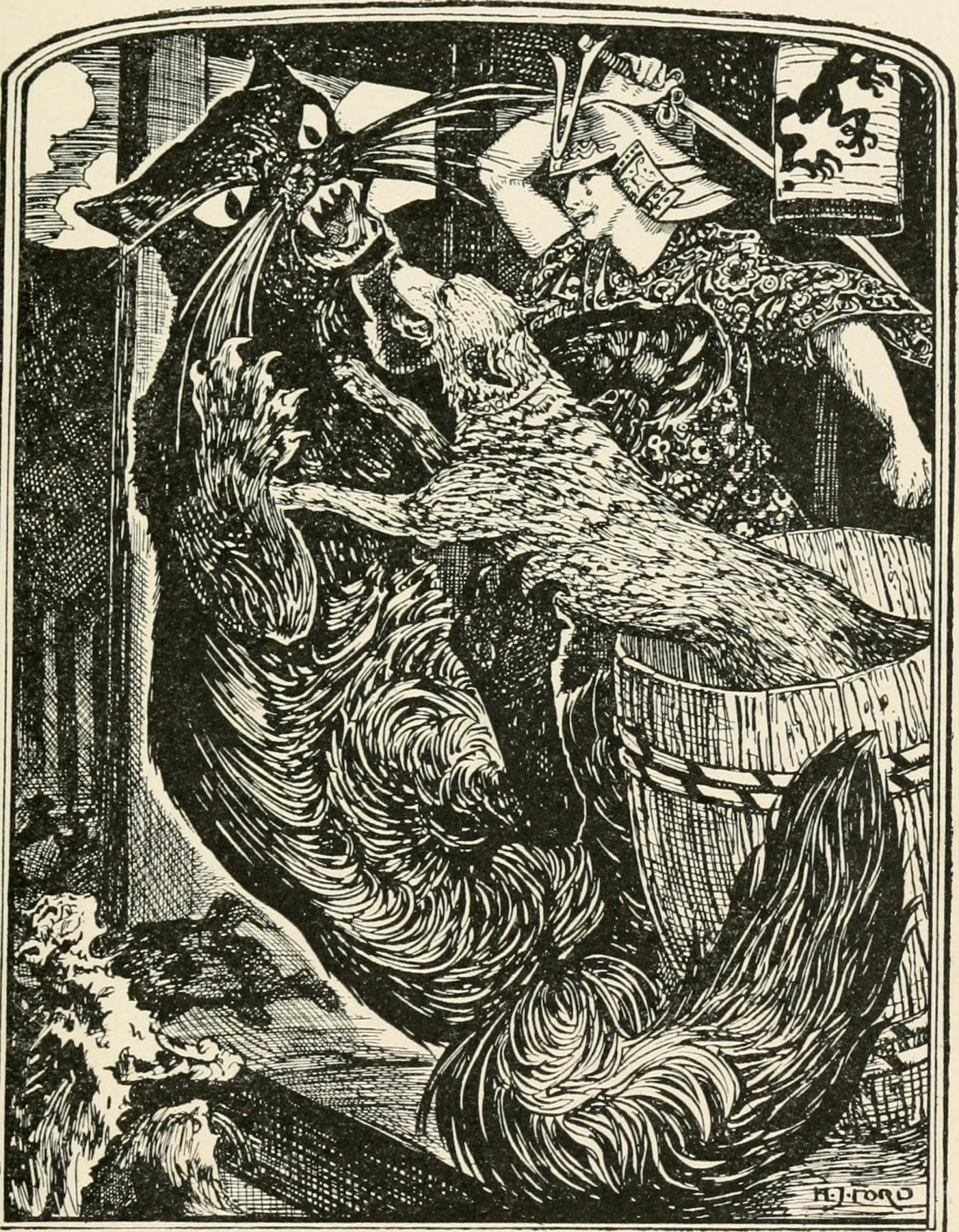
シッペイタロウ、樽（cask）から飛び出て「巨大な黒い雄猫を襲う」。若武者は"いかにも「異国的」"。―Lang, Andrew (1906) Schippeitaro"

早期の英訳本のうち、ジェイムス夫人訳ちりめん本版"Schippeitaro"（1888年）は、訳者がケイト・ジェイムス（英海軍トマス・H・ジェイムス大尉の妻）であり、版元は長谷川弘文社（"長谷川竹次郎〔ママ〕"）。複数種出された"Japanese Fairy Tale Series"（日本昔話シリーズ）の"No. 17"であった。
絵師の名は、1888年版には欠けるが、1889年版の奥付には「鈴木宗三郎（そうさぶろう）」とあり、それが鈴木華邨（本名を惣太郎）を指すのか"どうか確かではない"との意見があるが、華邨に特定もされている。
アンドルー・ラングの世界童話集編訳（1901年、『むらさきいろの童話集』所収、和訳「しっぺい太郎」）がある。ラングの「しっぺい太郎」もドイツ式の"Schippeitaro"というタイトルであるが、入手元をダーフィト・ブラウンス教授の日本昔話伝説集（ライプツィヒ、1885年）としている。
ジェイムス夫人訳でもラング訳でも"Schippeitaro"と（ドイツ式に）表記されるほか、人身御供をもとめる山の神の正体が猫の魔物であることなどをはじめ、内容も近い。
ちりめん本は、ジョゼフ・ドートルメールによるフランス語訳版もある。

## 英訳内容
英訳版（ジェイムス夫人訳、ラング訳）では、まず放浪の侍（若武者）が深い森に入り、廃寺（あるいは廃神社、破れ堂）に寝泊まりし魔物を目撃する順序ではじまる。化け猫らははしゃぎ叫び踊り、「シッペイタロウに言うな!」などと喋っている。その後で侍は村を訪れ、娘を人身御供に山の悪霊に捧げる毎年の恒例行事に遭遇する。娘を収める容器は籠（長櫃、樽）で、お堂に置いて行かれる手筈である。
ここでシッペイタロウは、特にどの遠国にいる犬でもなく、近所に住む王侯か武家[?]の頭目の犬とされる。侍は犬を借りて、娘の代わりに籠（樽）に犬を入れてもらい、お堂に運ばせた。ボス猫（巨大な黒い雄猫）がやってきて籠（樽）の蓋を開けると、シッペイタロウがでて噛みつき、若武者が一太刀いれ、これを倒した。侍と一緒に他の猫を退治するか退散させた。犬は持ち主に返却され、村人は魔物をおそれることはなくなったと告げられた。若武者は新たな冒険を求めて去っていった、とジェイムス夫人訳では締めくくる。

## 異本
「しっぺい太郎」説話は通常、猿か狒々を退治する昔話（「猿神退治」そのもの）であるが、ちりめん本（英訳等）では猫が対象となっている。
関敬吾が『日本昔話大成』（1978年）を出した時点では「猿神退治」の話例は67点、これに稲田浩二・小澤俊夫共編『日本昔話通観』の例などを合わせると、小林光一郎の「猿神退治」一覧表では227例＋参考例に達している。永田典子の研究ではさらに多い258例の昔話を考察している。ただし、これらは犬が登場しない例も数えた統計である。
関の典型例（すくなくとも大衆向けの昔話集に撰した話例、宮城県桃生郡の採集話。§粗筋参照）ではヒーロー役は「廻国の和尚」、生贄を求める邪神は猿、犬は「近江の長浜のしっぺい太郎」である 。
稲田らは「猿神退治」の亜系「犬援助型」（§分類・話型参照）の説明で、ヒーロー役は「旅の六部」、邪神は猿、犬は「丹波の国のすっぺい太郎」とするので、これを典型とみなしていると窺える。いうまでもなく「すっぺい」というのは「しっぺい」の東北訛りである。

### 静岡と長野
悉平太郎が遠州（遠江、静岡県）にみられる名称で、早太郎は信濃（長野県）にみられる分布だという結論に至っている解説があるが、上述（§悉平太郎と早太郎）したように、かつては静岡県の伝承の犬は、正称や別称が早太郎だとも疾風太郎だとも磐田市史料に書かれてきている。

### 静岡県・矢奈比売神社

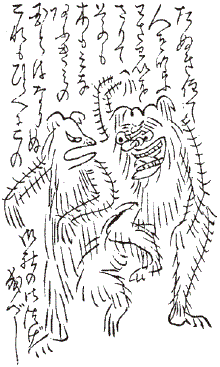
しっぺい太郎と狸の化け物―市川團十郎七世「遠ゝ見ます」 (1832)

矢奈比売神社（見付天神）にまつわる伝承については、いまでは「悉平太郎」が正式名称のように、所在地の静岡県磐田市などで扱われている。しかしこの§悉平太郎と早太郎ですでに取り上げたように、この「悉平太郎」名称をメインとするのは、昔ながらでなく比較的近年のものであり、前掲の大林太良も「遠州見付天神の裸祭と早太郎伝説」（1976年）としていたが、『磐田の民俗』（1984年）で「悉平太郎」（別称は早太郎だ、疾風太郎）という見出しを編集意向とした。
静岡で採集された昔話三篇では、「しっぺい太郎」であり、遠州の伝承で犬の名が「しっぺい太郎」だということは江戸時代、少なくとも7代市川團十郎による当時の手記「遠〱見ます[遠ゝ見ます（とうとうみます）]」（1832年）に遡ることができるが。さらに古い文献をみると、犬の名は「弥左衛門」と言う名で藤長庚（兵藤庄右衛門）が著した地誌『遠江古蹟圖繪』（享和3年/1803年）に記されている。
静岡県の猿神退治の犬はすべて信州の犬という永田の結論があり、昔話の事例において確認できる。だが江戸時代の資料では、團十郎の手記では「丹波の国」のしっぺい太郎であり、地誌では犬「弥左衛門」の出身地は「三河国来福寺」である。
永田はさらに「静岡の『猿神退治』に登場する犬が全て所在地を信州とするのは、[長野県の]光前寺の義犬と無関係ではあるまい」としているが、この言い回しから静岡の昔話例には「光前寺」とまでは明言されないことがうかがえる。谷部も静岡の「現在の伝承」では犬が「信州光前寺」出身の「悉平太郎」とするが、その拠り所として示しているのは昔話の録例ではなく、1984年の『磐田の民俗』による解説すなわちいわば「再話」である。
しかし長野県側の史料により、光前寺の犬と見付天神御供は昔から関連付けられていたことが判明する。光前寺の縁起のひとつ『佛薬證明犬不動霊験物語』（寛政6年/1794年）にすでに見付天神で行われている人身御供を救済する話が述べられており（ただし犬ではなく霊薬が務めをはたす話である）。また別の縁起（1793年?）でも「遠州府中の天満宮」の風習について述べられている。
青島常盤は、見付天神から光前寺に対し600巻の般若経奉納が1793年におこなわれたことや、1794年の同寺御開帳を機に、伝説の創作がなされたのではないかとの見解を示している。高木敏雄も見付の人身御供の伝説は、後世（18世紀?）の創作であろうとみていた。

### 長野県・光前寺
「光前寺」の寺名を名指しで出す採集話は、寺の地元で採集された「信州信濃の光前寺兵坊太郎」や「信濃国光前寺の早太郎」の数例に偏っている。
当寺の建つ旧・赤穂村で採取された話例では、"遠州府中の天満宮"の祭礼に人身御供を立てるためとあり、上述の静岡県の天神とのつながりを示している。ここでは「白羽の矢」が立った家の娘が選ばれるが、高木敏雄が著書で収めた異本ではその家に「火柱」が立つ（「兵坊太郎に知らせて呉れるな」とする異本）。
高木によれば、光前寺の境内には、「早太郎之碑」と刻まれた義犬塚があったとしている。現在も石を五重に積み上げた塚があるが、「霊犬早太郎由来記」の碑が立っており、見付天神より弁存（べんぞん）を名乗る僧がやってきて光前寺の早太郎を借り受け、生贄の娘の代わりに「白木の櫃（ひつぎ）」に入れられたという筋書きの話を伝えている。
長野県の昔話で生贄の被害地が「美濃の伏見」とする異本があるが、高木の所収話では「信濃の伏見」である。

## 分類・話型
関敬吾の『日本昔話大成』の分類機構では、"256 猿神退治"の分類を置き、「AT 300」型を参照とする。このうち、「1(a) 村の娘が人身御供」、「2 旅人（侍）が..「しっぺい太郎が怖い」と..聞く」の「3a 犬を探して.. 退治」要素の組み合わせが「しっぺい太郎」の典型話に該当するといえる。"3b" のパターンは、旅人が自力で退治し犬に手伝わせない。ただし英語圏向けに発表した分類法では「猿神退治 Destroying the Monkey Demon」は"Type 91"である。
稲田らの分類法では、大分類に「XI厄難克服」、中分類に「275 猿神退治」を置き、そのうち犬が援けるタイプは「275A 猿神退治―犬援助型」に振り分けられている。このほか「275B 猿神退治―異郷訪問型」があるが、シッペイ太郎とは趣がことなり、人間の主人公が（浦島太郎のごとく）もてなされるうちに何年も経過してしまっている顛末である。
対象の魔物は、典型例では猿や狒々だが、他にも化け狸、化け猫（ドイツ訳・英訳にもなっている）など様々である。
ヒーローが人身御供に捧げられた乙女を助け、怪物を退治するあらすじであるので、聖ゲオルギオスと竜の伝説との比較もされており、日本神話でスサノオがクシナダヒメをヤマタノオロチから救う説話との類似もみられるとされる。
アールネ＝トンプソンのタイプ・インデックス（AT分類）でもAT300型"ドラゴンスレイヤー" に分類されている。

## 戯作

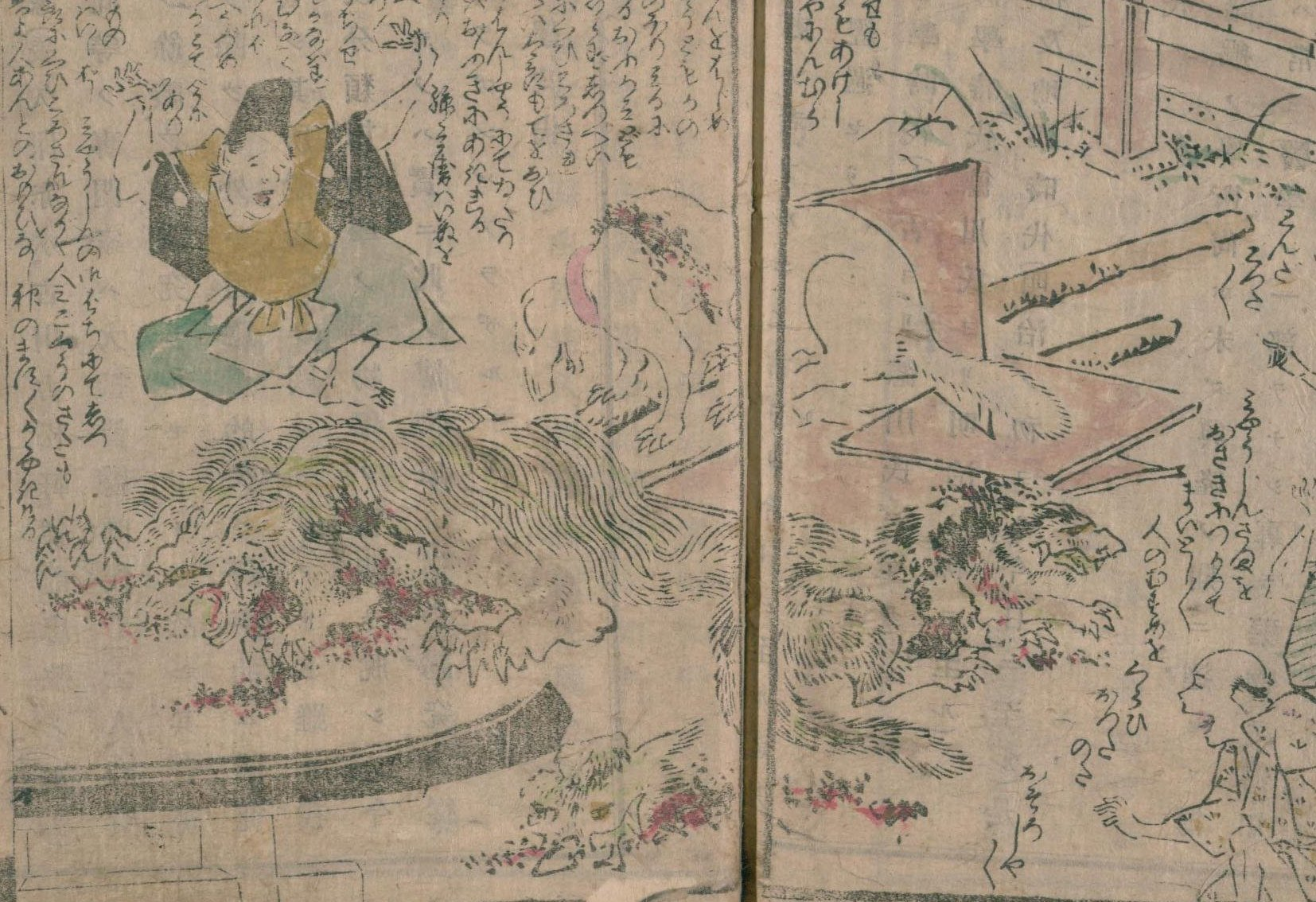
執柄太郎、箱より飛び出て、狼らを襲う
—『増補執柄太郎』（1796年）、豊国（画）。

黄表紙の例では唐来参和『しつぺい太郎』（刊行年不明）、および『増補執柄太郎』（上中下巻、寛政八年1796 南杣笑楚満人 作 歌川豊国 画）がある。犬名が執柄太郎とみえるが、「執柄（しっぺい）」とは「政治の権力をにぎること」と定義される。
『増補執柄太郎』では退治する側は犬（しっぺい太郎）、人を食べている場面に登場する化け物は、猿、キツネ、河童、狸、ウサギ、狼の複数で、猫はいない。
しかし栗杖亭鬼卵の読み本（『犬猫怪話竹箆太郎』文化6年/1809年序）では、猫がボス格で登場し、やはりカッパ、狸、狐なども魔物にまじっている。『絵本竹箆太郎』とも称すが、『南総里見八犬伝』にも似た犬人婚姻譚の粗筋をもっている。ある乳母の娘の蘭が主家の庭先で粗相をしてしまい、その便（あるいは尿）を飼い犬の「白」に食べてもらい、その褒賞として、蘭を犬の妻にあたえ、彼女はやがて身ごもる。だが白は恋敵に首を斬られてしまう。蘭は犬の子を産み落とすが、主家の姫の嫁ぎ先の土佐へ随伴し、仔犬とは別れる。よって「四国に竹箆太郎という犬ありて」とあるが、京都に置かれていた竹箆太郎が、四国で化け猫に殺された母親の敵討ちをするのである。
また室璧太郎（しっぺきたろう）の話が岳亭丘山作『本朝悪狐伝（ほんちょうあくこでん）』前編（文政12年/1829年刊）にみえ、その拡張版たるものが二世為永春水作『昔話室璧太郎』（安政3年/1856年初・二編刊）である。

## 歌舞伎
歌舞伎の五十三駅ものには、「しっぺい太郎」が登場する作品があるという。原作は南北作『独道中五十三駅（ひとりたびごじゅうさんつぎ）』（文政10年/1827年）。第三幕に「しっぺい太郎」が登場し、第四幕「岡部宿松並木の場」で猫石の怪にこの犬が立ち向かう。「しつぺい太郎犬」の役は、雲介なだ六がつとめた。
黙阿弥が改作した『五十三驛扇宿附（ごじゅうさんつぎ おうぎのしゅくずけ）』（初演：明治20年/1887年）には「丹波のしっぺい太郎に沙汰するな」の囃子文句が盛り込まれている。
歌舞伎でしっぺい太郎が化け猫を倒す定番は、並木正三作『竹箆太郎怪談記』（宝暦12年/1762年）が先鞭をつけたとされる。

## 原型
『今昔物語』（巻二十六・第七）「美作国の神猟師の謀に依りて生贄を止むる語」として「猿神退治」の話が載っており、原話のひとつと考えられる。退治に参加するのは犬山という猟師とその犬たちで、生贄を求める神は中参という（身の丈が7 - 8尺ある）猿と高野という蛇である。
『宇治拾遺物語』にも同じ「猿神退治」の原型的な説話が載っており、この異本でも生贄を求めるのはやはり中山（ちゅうざん）という猿と、高野という蛇ら神々である。

## 大衆文化
- 藤田和日郎の漫画『うしおととら』で静岡県の祖父の家で少女が狒狒たちに拉致される。狒々たちは「信濃の国のしっぺい太郎に知らせるな」という囃子を歌う[121]。
- 山吹静吽の小説『迷い家』(KADOKAWA、2017年)では、第二次世界大戦中、疎開先で迷い家に捕らわれた主人公の少年、心造の前に、言葉をしゃべる銀色の老犬「しっぺい太郎」が現れる。